# 颜永京
颜永京（1838年—1898年6月）中国基督教圣公会早期的华人牧师之一，武昌文华书院和上海圣约翰书院的开创者之一。

## 生平
颜永京祖籍山东，后移民福建，再移居上海。1848年，颜永京进入文惠廉主教在南市创办的学堂读书。1854年被圣公会送往美国留学，1861年毕业于俄亥俄州建阳学院（Kenyon College），1862年回国，担任上海英国领事馆翻译、公共租界工部局通事。
1868年，颜永京转入教会工作，协助传教士韦廉臣前往湖北武昌传教，1870年接受按立为牧师，为美国圣公会鄂湘教区和武昌文华书院（The Boone Memorial School，华中师范大学的前身）的开创者之一。
1878年，颜永京回到上海，协助施约瑟主教创办圣约翰书院，1881年任校长。他安排容闳带出国的留美幼童归国来校任教。后来圣约翰大学为纪念颜永京的功绩，将男生宿舍楼命名为“思颜堂”。
1881年4月6日和1885年11月25日，颜永京曾经致信工部局，抗议不准中国人游览外滩公园的规定。
1886年，颜永京任圣公会虹口救主堂牧师。1894年，颜永京受中国禁烟总会派遣，出国宣传，1898年6月20日在上海病逝。

## 译著
在圣约翰任职期间，1882年，颜永京把英国学者赫伯特·斯宾塞的教育学著作《教育论》（On　Education）一书的第一章译成中文，取名《肄业要览》，由上海美华书馆出版。1889年，他又将美国学者海文（Joseph Haven）的心理学著作《心灵学》（Mental　Philosophy: Including the Intellect, Sensibilities, and Will.）译成中文，被视为将西方心理学介绍到中国的第一人。

## 家庭
颜永京有四子一女，长子颜锡庆, 次子颜志庆，四子颜惠庆（1877年－1950年）是中华民国政府总理、外交家，五子颜德庆（1878年－1942年）为铁路工程师，另有一子早夭，女儿颜庆莲。
颜永京弟弟颜如松次子颜福庆（1882年－1970年），幼年丧父，颜永京资助留学，成为著名医学教育家，是湖南湘雅医专业学校的创办人。颜惠庆、颜德庆、颜福庆并称“颜氏三杰”。
颜永京妹妹嫁给监理会人士曹子实。次子曹云祥（1881-1937）为清华大学校长（1922-1927）。